# Rosario Luchetti
Rosario Luchetti (Buenos Aires, 4. lipnja 1984.) je argentinska hokejašica na travi. Igra u veznom redu. Visine je 160 cm.
S argentinskom izabranom vrstom je sudjelovala na više međunarodnih natjecanja.
Igra za klub Belgrano Athletic (stanje od 3. studenoga 2009.).

## Sudjelovanja na velikim natjecanjima
- Trofej prvakinja 2005.
- SP 2006.
- Južnoameričke igre 2006. (zlato)
- Trofej prvakinja 2007.
- Panameričke igre 2007.
- OI 2008.
- Trofej prvakinja 2008.
- Panamerički kup 2009.
- Trofej prvakinja 2009.

## Vanjske poveznice
- (šp.) Hockey Argentina Rosario Luchetti
- (engl.) The Official Website of the Beijing 2008 Olympic Games
- (šp.) Confederación Argentina de Hockey Official site of the Argentine Hockey Confederation
- (engl.) sports-reference  Arhivirana inačica izvorne stranice od 10. listopada 2012. (Wayback Machine)